# Dzieci na obrazach Rubensa

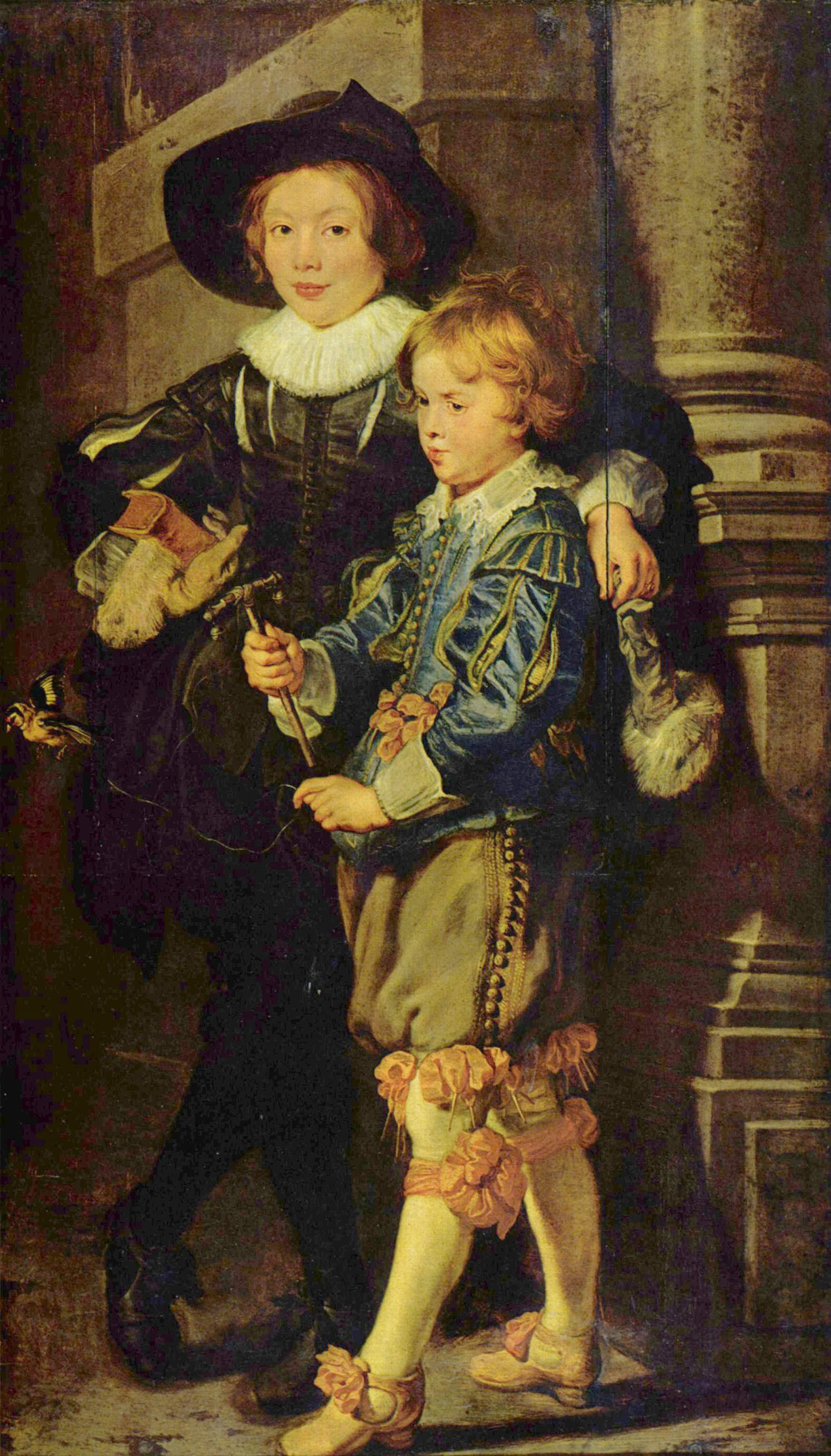
Portret synów artysty (Alberta i Nicolasa), olej na płótnie, 158 × 87 cm, Liechtenstein Museum w Wiedniu

Peter Paul Rubens był dwukrotnie żonaty i z obu tych związków narodziło się ośmioro dzieci. Obie żony oraz dzieci często pozowali artyście i można ich rozpoznać na obrazach. W ten sposób Rubens okazywał miłość ojcowską – umieszczając podobizny dzieci na licznych obrazach, np. przedstawiając je jako mitologiczne postacie (putta). Namalował też portrety swojej rodzinny.

## Dzieci z pierwszego małżeństwa w malarstwie Rubensa
W 1609 roku Rubens poślubił Izabellę Brant, z którą miał troje dzieci: syna Alberta (ur. w 1614), Nicolasa (ur. w 1618) i córkę Clarę Serenę (ur. w 1611, a zmarłą w 1623, czyli przed śmiercią swojej matki – pierwszej żony malarza, która zmarła w 1626). Obaj chłopcy byli często portretowani przez malarza, a ich podobizny nadawał kupidynom, jak np. na obrazie Posąg Ceres.
Najstarszy syn Albert w sztuce Rubensa
Przeważnie uważa się, iż grafika pt. Głowa dziecka (Portret Nicolasa) z ok. 1619 (obecnie w Muzeum Albertina w Wiedniu) to portret Nicolasa, choć ze względu na uderzające podobieństwo do chłopca z wcześniejszego obrazu pt. Chłopiec z ptaszkiem z 1616, istnieje prawdopodobieństwo, że Rubens przedstawił swojego pierwszego syna – pięcioletniego Alberta. Ten chłopiec ma na szyi taki sam naszyjnik z koralików, a w ręku trzyma ptaszka. Obraz pierwotnie był mniejszy i przedstawiał tylko postać dziecka. Jego studium zostało wykorzystane do innego obrazu pt. Madonna w wieńcu z kwiatów. Motyw zabawy z ptaszkiem występował już w starożytności, a w średniowieczu symbolizował duszę lub zbyt szybko uciekające życie.
| Ilustracja             |                   |
| Autor                  | Peter Paul Rubens |
| Data powstania         | 1616              |
| Medium                 | olej na desce     |
| Wymiary                | 49 × 40 cm        |
| Miejsce przechowywania |                   |
| Lokalizacja            | Staatliche Museen |

| Ilustracja             |                   |
| Autor                  | Peter Paul Rubens |
| Data powstania         | ok. 1619          |
| Medium                 | grafika           |
| Wymiary                | 25,2 × 20,2 cm    |
| Miejsce przechowywania |                   |
| Lokalizacja            | Albertina         |

| Ilustracja             |                   |
| Autor                  | Peter Paul Rubens |
| Medium                 | grafika           |
| Wymiary                | 22,8 × 20 cm      |
| Miejsce przechowywania |                   |
| Lokalizacja            | Albertina         |

Młodszy syn Nicolas w sztuce Rubensa
Młodszy syn Rubensa – Nicolas – miał lekko wysuniętą żuchwę, co można zauważyć na kilku grafikach, znajdujących się obecnie w Galerii Albertina (Nicolas Rubens i Portret Nicolasa) oraz na szkicu, znajdującym się dziś w British Museum w Londynie. Na tym ostatnim Rubens umieścił własnoręcznie inskrypcję: Cupido ex Albertuli mei imagine („Mój mały Albert jako kupidyn”).
Inną grafiką, będąca kopią tej z Albertina (Albert Rubens) i przedstawiającą syna Alberta, jest praca znajdująca się w Budapeszcie w Szépmévüszeti Museum.
| Ilustracja             |                   |
| Autor                  | Peter Paul Rubens |
| Medium                 | grafika           |
| Wymiary                | 102,4 × 76,8 cm   |
| Miejsce przechowywania |                   |
| Lokalizacja            | Albertina         |

| Ilustracja             |                   |
| Autor                  | Peter Paul Rubens |
| Data powstania         | 1625–1627         |
| Medium                 | grafika           |
| Wymiary                | 29 × 23 cm        |
| Miejsce przechowywania |                   |
| Lokalizacja            | Albertina         |

Na powstałym w 1626 roku obrazie pt. Portret synów artysty Rubens przedstawił już nieco starszych chłopców. Dziewięcioletni Nicolas bawi się szczygłem przywiązanym do laski z dzwoneczkiem i sprawia wrażenie zrelaksowanego, w przeciwieństwie do Alberta, który wygląda poważnie i przybrał dostojną pozę. Rubens przywiązywał dużą wagę do klasycznego wykształcenia Alberta, a upodobanie syna do nauki zaakcentował na obrazie, przedstawiając syna z książką. Mając 13 lat Albert po raz pierwszy napisał w języku łacińskim wiersz. W późniejszym życiu został prawnikiem i radnym miasta Brukseli. Oryginalny obraz został skopiowany przez Rubensa niemal w identycznej formie. Malarz synów przedstawił od pasa w górę. Pierwszy 9kopia) znajduje się dziś w Lichtenstein Museum w Wiedniu, drugi (oryginał) jeszcze w 1904 znajdował się w Dresden Gallery.

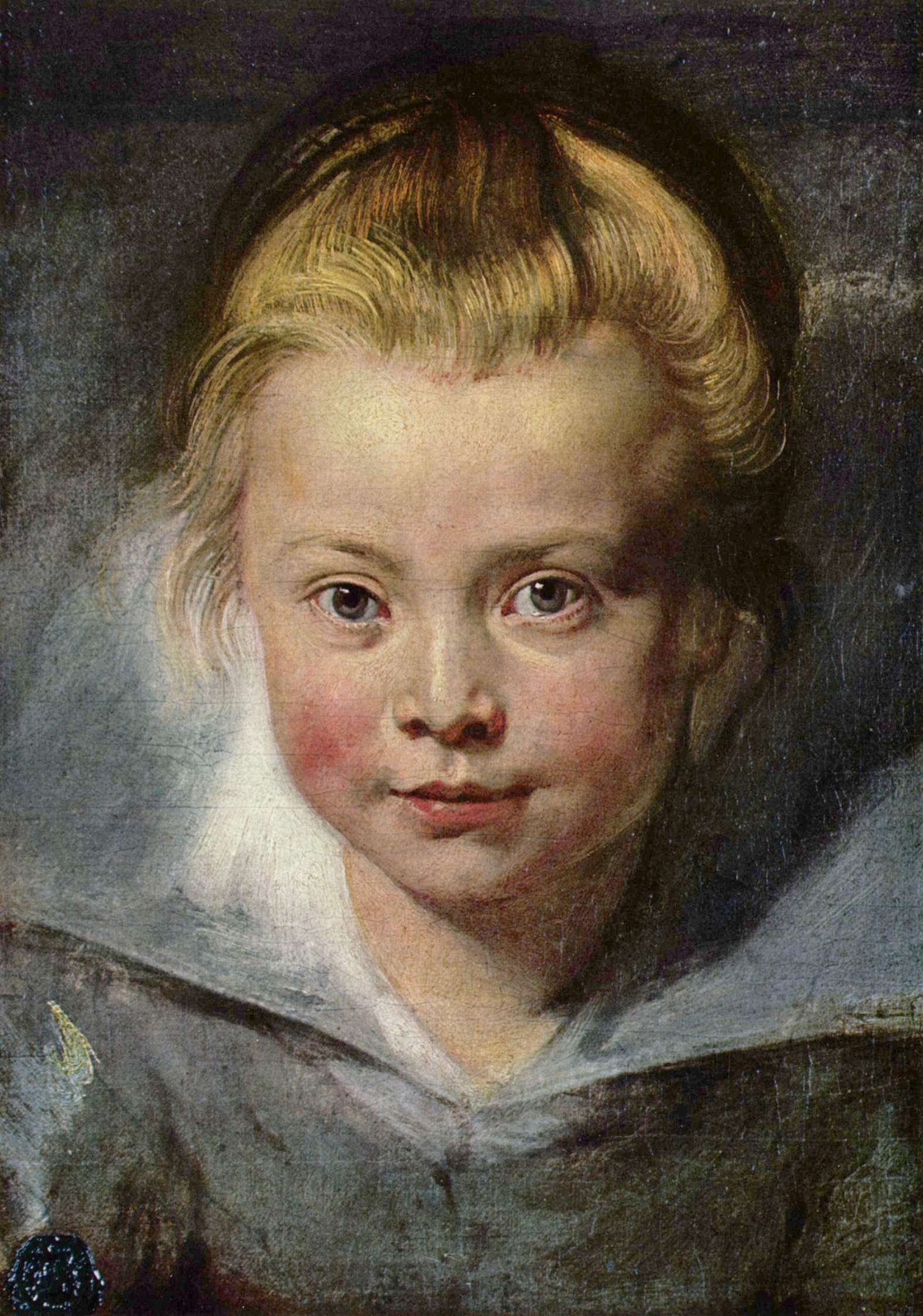
Portret Clary Sereny, 1618, olej na desce 37 × 27 cm, Lichtensteinische Gemäldegalerie

W 1618 roku Rubens namalował jedyny portret swojej przedwcześnie zmarłej córki, wówczas pięcioletniej Clary Sereny. Obraz uderza swoją bezpośredniością, co nie było typowym sposobem portretowania w czasach Rubensa. Dziewczynka ukazana została w dużym przybliżeniu, niejako patrzy na widza, co świadczy o mocnych więzach pomiędzy ojcem i córką. W 1656 roku płótno znajdowało się w kolekcji arcyksięcia Leopolda Wilhelma Austriackiego, w roku 1712 dzieło pojawiło się w spisie inwentarza księcia Jana Adama I Liechtenstein. Obecnie znajduje się w galerii Liechtensteinische Gemäldegalerie.

## Dzieci z drugiego małżeństwa w malarstwie Rubensa
6 grudnia 1630 roku Rubens ożenił się po raz drugi. Jego wybranką została szesnastoletnia Helena Fourment. Z tego małżeństwa narodziło się pięcioro dzieci. Najstarszą była córka Clara Johanna (ur. 1632), następnie syn Frans (ur. 12 lipca 1633), Isabella Helena (ur. 1635) i Peter Paul (ur. 1 marca 1636). Ostatnie dziecko, Constantina Albertina (1641–54), urodziło się już po śmierci artysty. Młoda żona bardzo często gościła na obrazach mistrza, była dla niego wzorem piękna i miłości, a także żony i matki.
Jednym z pierwszych obrazów Rubensa, na których uwiecznił swoją rodzinę, było płótno namalowane na przełomie lat 1634–1635 i zatytułowane Helena Fourment i Frans Rubens. Na obrazie nagi, dwuletni Frans siedzi na kolanach matki, spoglądając na ojca, a jednocześnie na widza. Drugim obrazem był portret żony wraz z dziećmi, namalowany po nabyciu zamku w Het Steen. Żonie artysty towarzyszy trzyletni Frans, siedzący tak jak poprzednio na kolanach matki, i stojąca obok córka Johanna Clara. Na obu obrazach postać małego Fransa jest najbardziej wyeksponowana; fakt ten może wskazywać na szczególną miłość Rubensa do pierwszego syna z drugiego małżeństwa.
| Ilustracja             |                   |
| Autor                  | Peter Paul Rubens |
| Data powstania         | 1634-1635         |
| Medium                 | olej              |
| Wymiary                | 165 × 116 cm      |
| Miejsce przechowywania |                   |
| Lokalizacja            | Stara Pinakoteka  |

| Ilustracja             |                   |
| Autor                  | Peter Paul Rubens |
| Data powstania         | 1635-1636         |
| Medium                 | olej              |
| Miejsce przechowywania |                   |
| Lokalizacja            | Luwr              |

| Ilustracja             |                            |
| Autor                  | Peter Paul Rubens          |
| Data powstania         | 1639                       |
| Medium                 | olej na desce              |
| Wymiary                | 204,2 × 159,1 cm           |
| Miejsce przechowywania |                            |
| Lokalizacja            | Metropolitan Museum of Art |

Około 1639 roku Rubens namalował obraz przedstawiający siebie, swoją żonę i najmłodszego syna Petera Paula – Rubens, jego żona Helena Fourment i syn Peter Paul. Postacie stoją na tle posągu, symbolu Marii Dziewicy i idealnego macierzyństwa. Kariatyda wraz z fontanną i ogrodem przypomina prawdziwy ogród Rubensa, znajdujący się w Antwerpii. Mały Piter przepasany jest niebieską szarfą; kolor ten ówcześnie przypisywano dzieciom płci męskiej.

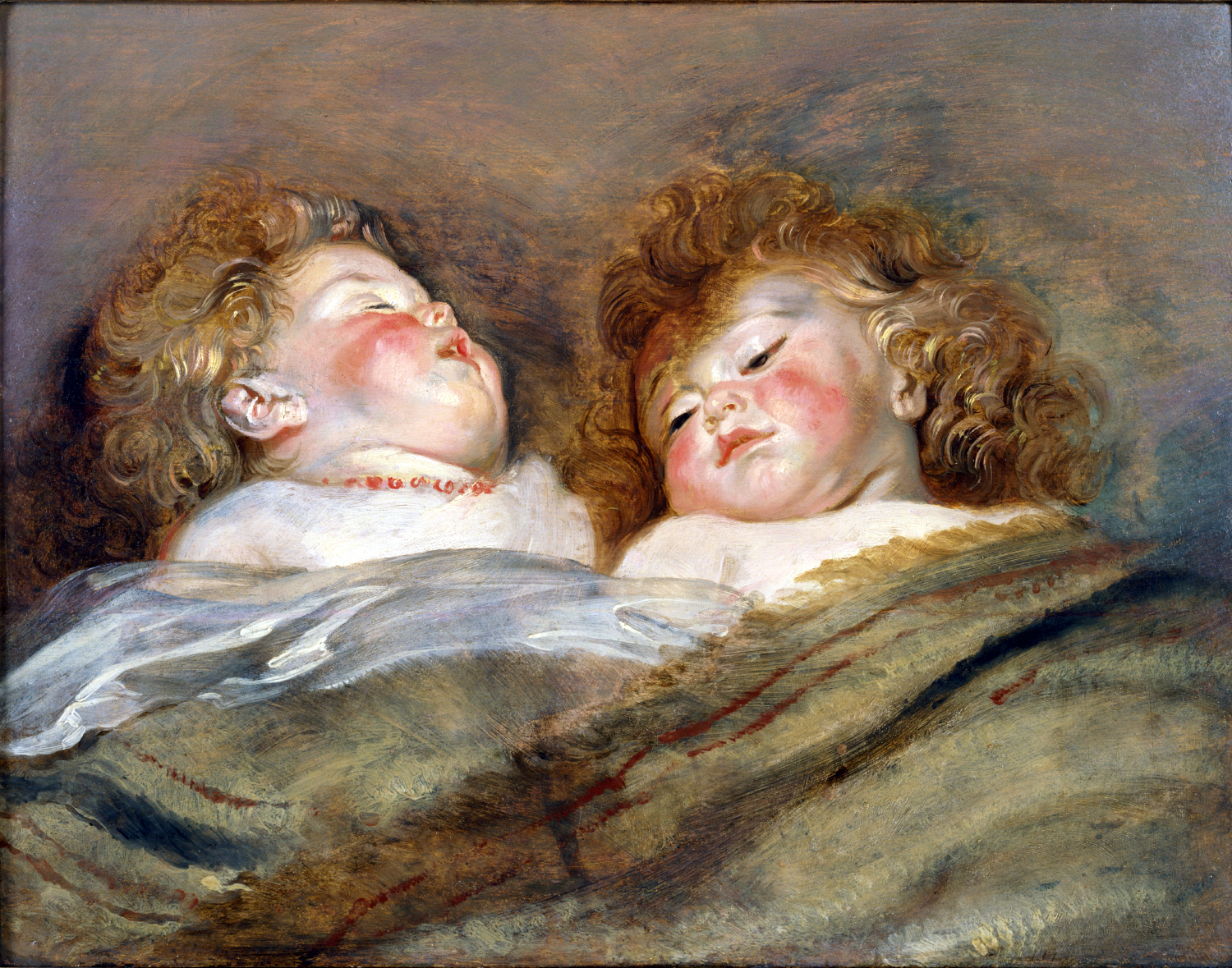
Dwoje śpiących dzieci (1612-1613), Olej na desce 50,5 x 65,5 cm The National Museum of Western Art

Pierwotnie obraz znajdował się przez dwieście lat w kolekcji księcia Marlborough Johna Churchilla z Blenheim Palace (obok Woodstock w Oxfordshire). W 1704 roku był wystawiony po raz pierwszy w Brukseli. W 1884 roku został zakupiony przez barona Alphonse’a de Rothschilda. Podczas II wojny światowej obraz został odebrany rodzinie Rothschildów, której pod koniec działań wojennych udało się dzieło wykupić, a następnie sprzedać Wrightsmanowi. W 1981 roku obraz został przekazany Metropolitan Museum of Art w Nowym Jorku.
Rubens prócz wspomnianych obrazów namalował wiele szkiców i prac przygotowawczych, na których przedstawiał swoje dzieci. Jedna z takich prac znajduje się w dziś w Luwrze; przedstawia pięcioletniego Fransa, stojącego obok matki. Dwie inne grafiki znajdują się w Rotterdamie. Bardzo ciekawy obraz znajduje się w posiadaniu The National Museum of Western Art w Japonii. Rubens namalował go w latach 1612–1613, a przedstawia on dwie śpiące dziecięce postacie. Płótno znalazło się w posagu księżniczki Luizy, córki Augusta Ferdynanda Hohenzollerna, która wyszła za mąż za księcia Antoniego Henryka Radziwiłła. Obraz w rodzinie Radziwiłłów pozostał do 1972 roku, a ostatnią dziedziczką była córka księżnej A. de Maillé.
Artysta miał nadzieję, że któreś z jego dzieci pójdzie w ślady ojca i poświęci się malarstwu, dlatego w swoim testamencie zabronił sprzedaży bogatego zbioru własnych rysunków, które przechowywał w specjalnym pomieszczeniu. Niestety żadne z dzieci Rubensa nie wybrało kariery malarskiej, w związku z tym rysunki zostały wystawione na publiczną sprzedaż już w połowie XVII wieku.